# Zbigniew Skąpski
Zbigniew Skąpski (ur. 3 października 1903 w Rymanowie, zm. 25 lutego 1985) – polski inżynier geodeta, profesor Politechniki Krakowskiej.

## Życiorys
Był synem Bolesława (1876-1948), inżyniera geometry i Jadwigi z Marciszewskich oraz wnukiem Zygmunta Skąpskiego (1843-1907), powstańca styczniowego i poborcy podatkowego. Jego rodzeństwem byli: Anna, Bolesław (1905–1940), prokurator w Ministerstwie Sprawiedliwości w Warszawie, ofiara zbrodni katyńskiej i Zdzisław (1919–1974). Bratankiem Zbigniewa Skąpskiego, synem Bolesława, był Andrzej Sariusz-Skąpski (1937–2010), a prawnuczką jest Izabella Sariusz-Skąpska (ur. 1964).
Uzyskał tytuł inżyniera geodety w 1929 kończąc studia na Oddziale Mierniczym Wydziału Inżynierii Lądowej i Wodnej Politechniki Lwowskiej. W latach 1929–1934 był asystentem II Katedry Miernictwa Politechniki Lwowskiej.. Tak jak ojciec, w okresie II Rzeczypospolitej wykonywał zawód mierniczego (geodety) przysięgłego będąc przypisanym do ul. Starowiślnej 39 (znajdował się na liście mierniczych przysięgłych, przysięgę złożył 23 sierpnia 1934).
Podczas II wojny światowej walczył w kampanii francuskiej, służył w szeregach 2 Warszawskiego pułku artylerii lekkiej
W latach 1952–1961 prowadził wykłady w Katedrze Geodezji Górniczej na Wydziale Geodezji Górniczej AGH. W 1961 roku na podstawie pracy "Techniczno-ekonomiczne kryteria wydajności pracy w geodezji górniczej" napisanej pod kierunkiem prof. Zygmunta Kowalczyka uzyskał doktorat. Był profesorem Politechniki Krakowskiej. Na tej uczelni był dziekanem Wydziału Inżynierii Sanitarnej i Wodnej. Sprawował stanowisko dyrektora Państwowego Przedsiębiorstwa Mierniczego. Pełnił funkcję przewodniczącego Krakowskiego Oddziału Stowarzyszenia Geodetów polskich.
Zmarł 25 lutego 1985 w wieku 82 lat
Został pochowany na cmentarzu Rakowickim w Krakowie (kwatera JC, rząd wsch.). Po raz drugi był żonaty z Krystyną (1911-2009), córką Włodzimierza Tetmajera, także ponownie zamężną. Miał córkę i synów.

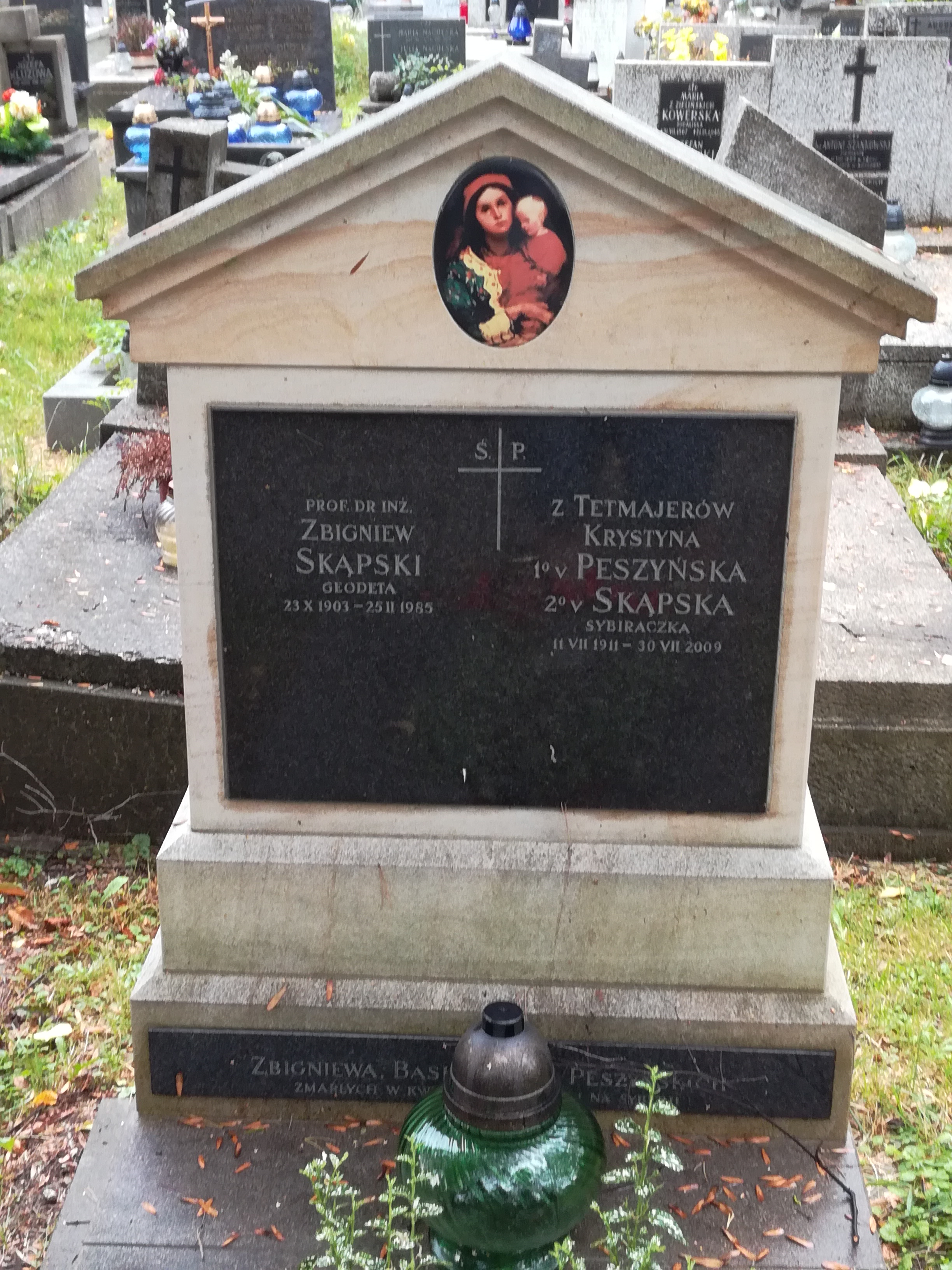
Grób prof. Zbigniewa Skąpskiego na cmentarzu Rakowickim

## Odznaczenia
- Krzyż Kawalerski Orderu Odrodzenia Polski[6]
- Złoty Krzyż Zasługi
- Srebrny Medal „Za zasługi dla obronności kraju”[6]
- Złota Odznaka „Za zasługi w Dziedzinie Geodezji i Kartografii”[6]
- Złota Odznaka „Za pracę społeczną dla miasta Krakowa”[6]
- Złota Odznaka „Za zasługi dla Ziemi Krakowskiej”[6]
- Złota Odznaka „Za zasługi dla miasta Nowego Targu”[6]
- Złota Odznaka NOT[6]
- Honorowa Odznaka SGP[6]
- Krzyż Wojenny z Gwiazdą Brązową – Francja[6]